# Wirtemberska Tss 4
Wirtemberska Tss 4 – parowóz wąskotorowy wyprodukowany dla wirtemberskich kolei wąskotorowych o rozstawie szyn 750 mm. Wyprodukowano 3 parowozy w zakładach Maschinenfabrik Esslingen. W parowozie zamontowano sterowanie systemu Klose który umożliwiało pokonywanie ostrych łuków toru przez umożliwienie radialnego ustawiania się skrajnych osi napędnych. Lokomotywy miały wewnętrzne cylindry oraz iskrochron. Parowozy wyposażono w hamulec powietrzny i hamulec wrzecionowy. Osie parowozu były napędzane przez korby Halla w ramie zewnętrznej. Zostały wycofane z eksploatacji w 1928 roku.